# 马志超
马志超（1903年—1973年9月4日），别字承武。原籍甘肃平凉，生于陕西华阴。黄埔一期。军统骨干。

## 生平
抗战后期任忠义救国军总指挥。
抗战胜利后任交警总局副总局长兼交警总局山东办事处主任。1948年当选国民大会代表。1948年任全国交通警察总局局长。1949年5月上海战役期间，任上海市区守备兵团指挥官，率领六个交警总队（团级）和大队（营级）负责市区的守备任务。第十九军军长等职。
1949年底到台湾，任“大陆工作发展研究室”主任。